# U-231
U-231 — средняя немецкая подводная лодка типа VIIC времён Второй мировой войны.

## История
Заказ на постройку субмарины был отдан 7 декабря 1940 года. Лодка была заложена 30 января 1942 года на верфи «Германиаверфт» в Киле под строительным номером 661, спущена на воду 1 октября 1942 года. Лодка вошла в строй 14 ноября 1942 года под командованием капитан-лейтенанта Вольфганга Венцеля.

### Флотилии
- 14 ноября 1942 года — 30 апреля 1943 года — 5-я флотилия (учебная)
- 1 мая 1943 года — 13 января 1944 года — 3-я флотилия

### История службы
Лодка совершила 3 боевых похода. Успехов не достигла. Потоплена 13 января 1944 года к северо-востоку от Азорских островов, в районе с координатами 44°15′ с. ш. 20°38′ з. д. глубинными бомбами с британского самолёта типа «Веллингтон». Самолёт при этом был сбит, 7 подводников погибли, 43 члена экипажа лодки спаслись.

### Волчьи стаи
U-231 входила в состав следующих «волчьих стай»:
- Star 28 апреля — 4 мая 1943
- Fink 4 — 6 мая 1943
- Elbe I 11 — 13 мая 1943

### Атаки на лодку
- Ночью 22 апреля 1943 года к юго-востоку от Исландии лодку атаковал пулемётным огнём британский самолёт типа «Каталина», сбросивший также две глубинные бомбы. U-231 не получила повреждений, однако оберштурмана Вальтера Краузе смыло за борт. После полудня того же дня лодка снова была атакована британской Каталиной, сбросившей четыре бомбы. Повреждений не было.
- 23 апреля 1943 года в результате атаки с неизвестного самолёта была затоплена боевая рубка.
- Поздним вечером 21 мая 1943 года находящаяся вблизи конвоя ON-184 лодка была атакована бомбами с американского самолёта типа «Эвенджер» из авиагруппы эскортного авианосца USS Bogue (CVE-9). Течь в кормовой дифферентной цистерне привела к заливанию кормовой аккумуляторной группы и выделению хлора, что вынудило U-231 начать возвращение на базу. В связи с выходом из строя обоих передатчиков, субмарина не могла подтвердить получение приказов от командования, и считалась потерянной, пока через несколько дней U-305 не сообщила командованию о произошедшем.